# حوض تندوف
حوض تندوف هو حوض رسوبي رئيسي في غرب إفريقيا، إلى الجنوب من منطقة الأطلس الصغير، المغرب. تمتد من الغرب إلى الشرق حوالي 700 كيلومتر (430 ميل) ويغطي حوالي 100,000 كيلومتر مربع (39,000 ميل2)، معظمها في الجزائر ولكن مع امتداد غربي إلى المغرب والصحراء الغربيّة.

## الوصف
في العصر الأوردوفيشي (490 مليون إلى 445 مليون سنة) كانت المنطقة عبارة عن سفين ينحدر من غرب إفريقيا إلى محيط تيثيس. أصبح حوضًا مغلقًا في أواخر العصر الكربوني (320 مليون إلى 300 مليون). للحوض حافة شمالية شديدة الانحدار مقابل الأطلس الصغير وحافة جنوبية أكثر انحدارًا برفق. يمتلئ الحوض بمسافة تصل إلى 8 كيلومتر (5.0 ميل) من الرواسب من العصر الكمبري والكربوني. هذه التكوينات البحرية مغطاة بغطاء قاري طباشيري وغطاء حمادة بليوسيني.

## جيولوجيا البترول
قد يكون للحوض إمكانية إنتاج النفط و/أو الغاز، ولكن لم يتم استكشافه إلى حد كبير.